# Pion qinyuanensis
Pion qinyuanensis är en stekelart som beskrevs av Chen, Sheng och Bo Mao Miao 1998. Pion qinyuanensis ingår i släktet Pion och familjen brokparasitsteklar. Inga underarter finns listade i Catalogue of Life.